# Рюккер, Гюнтер
Гю́нтер Рю́ккер (нем. Günther Rücker; родился 2 февраля 1924, Райхенберг, Судеты, Чехословакия ныне Либерец, Чехия — 24 февраля 2008, Майнинген, Тюрингия, Германия) — немецкий сценарист, драматург и режиссёр. Член Академии искусств ГДР.

## Биография
Сын столяра Томаса Рюккера и его жены Йоханны (в девичестве Шмидт). Получив в 1942 году аттестат зрелости, был призван на II Мировую войну. В 1947—1949 годах учился в Лейпцигском театральном институте (нем. Theaterhochschule Leipzig). В 1949—1951 годах работал на радио Лейпцига режиссёром. С 1951 года начинает ставить спектакли не только на радио, но и в театрах Берлина. В кинематографе дебютирует в 1956 году. Писал сценарии к игровым и документальным фильмам.
Был женат на певице Вере Эльшлегель (нем. Vera Oelschlegel; род. 1938).

## Избранная фильмография

### Сценарист
- 1956 — Ты и твой товарищ / Du und mancher Kamerad (с Карлом-Эдуардом фон Шницлером[нем.] в советском прокате — «Это не должно повториться»)
- 1957 — Отпуск на Зильте / Urlaub auf Sylt
- 1960 — Безмолвная звезда / Der schweigende Stern (с Гюнтером Райшем и Вольфгангом Кольхаазе по роману Станислава Лема «Астронавты»)
- 1961 — Операция «Гляйвиц» / Der Fall Gleiwitz (с Вольфгангом Кольхаазе)
- 1961 — Русское чудо / Das russische Wunder
- 1971 — Третий / Der Dritte
- 1973 — Вольц / Wolz – Leben und Verklärung eines deutschen Anarchisten
- 1978 — Пока смерть вас не разлучит / Bis daß der Tod euch scheidet
- 1981 — Гостиница «Полан» и её постояльцы / Hotel Polan und seine Gäste (с Яном Копловицем и Хансом Мюнхенбергом)

### Режиссёр
- 1963 — Реквием для ламповщика / Requiem für einen Lampenputzer (т/ф с Г. Зибер-Франце)
- 1965 — Лучшие годы / Die besten Jahre
- 1980 — Невеста / Die Verlobte (совм. с Гюнтером Райшем, в советском прокате «Дом с тяжёлыми воротами»)
- 1986 — Хильда, горничная / Hilde, das Dienstmädchen (совм. с режиссёром Юргеном Брауэром)

## Награды
- 1956 — Национальная премия ГДР («Ты и твой товарищ»)
- 1966 — Премия имени Генриха Грайфа («Лучшие годы»)
- 1971 — Национальная премия ГДР
- 1977 — «Prix Italia» на кинофестивале («Die Grünstein-Variante»)
- 1978 — бронзовый Орден «За заслуги перед Отечеством» (ГДР)
- 1980 — Главный приз Кинофестиваля в Карловых Варах («Невеста»)
- 1980 — Национальная премия ГДР («Невеста»)
- 1981 — приз на Кинофестивале в Сиднее («Невеста»)